# 2008年北京オリンピックのケイマン諸島選手団
2008年北京オリンピックのケイマン諸島選手団（2008ねんペキンオリンピックのケイマンしょとうせんしゅだん）は、2008年8月8日から8月24日まで開催された2008年北京オリンピックにおけるケイマン諸島選手団の名簿。選手名及び所属・記録は2008年当時のもの。

## 種目別選手・スタッフ名簿及び成績

### 陸上競技
- Ronald Forbes（男子110m障害）
- サイドニー・マザーシル（女子200m）

### 競泳
- Shaune Fraser（男子100m自由形・100mバタフライ・200m自由形）
- Brett Fraser（男子200m背泳ぎ）